# Ірен
Ейрена або Ірен (грец. Ειρήνη) — давньогрецька художниця. Вона була донькою художника і створила образ дівчинки, яка оселилася в Елефсіні.
Ірен була однією з шести античних художниць, згаданих в «Природничій історії» Плінія Старшого у 77 р. н. е.: Тімарет, Ірен, Каліпсо, Арістарет, Іая, Олімпія.
У епоху Відродження Боккаччо, гуманіст XIV століття, включив Ірен до De mulieribus claris. Однак у своїй розповіді Боккаччо, згуртував багатьох жінок, описаних Плінієм, і приписав Ейрені набагато більше робіт. Деякі картини належать Каліпсо, гладіатору Теодору і відомому танцюристу на ім'я Алкістен.